# Shingeki
Le shingeki (新劇, litt. « nouveau drame ») est une forme réaliste du théâtre japonais de la fin du XIXe siècle et de la première moitié du XXe siècle.

## Description
Le shingeki est un mouvement artistique, né au Japon, à la fin du XIXe siècle. C'est aussi un genre littéraire qui opère une transposition du réalisme occidental dans la littérature japonaise, sous l'influence d'auteurs comme Henrik Ibsen, Anton Tchekhov, Maxime Gorki ou Eugene O'Neill.
Le shingeki a également eu une influence majeure dans le développement du cinéma réaliste au Japon, notamment à travers l'utilisation de comédiens de shingeki pour les rôles secondaires.
Hōgetsu Shimamura et Kaoru Osanai ont joué un rôle primordial dans le développement du shingeki,.